# Lycaena initiacaudata
Lycaena initiacaudata är en fjärilsart som beskrevs av Tutt 1906. Lycaena initiacaudata ingår i släktet Lycaena och familjen juvelvingar. Inga underarter finns listade i Catalogue of Life.